# (72507) 2001 DX69
(72507) 2001 DX69 – planetoida z pasa głównego asteroid okrążająca Słońce w ciągu 5,74 lat w średniej odległości 3,2 j.a. Została odkryta 19 lutego 2001 roku w programie LINEAR.